# Гуфр Берже
Гуфр Берже, прірва Берже (фр. Gouffre Berger) — печера у Франції, відкрита 24 травня 1953 року Жозефом Берже.
Багаторазово досліджувалася відомими спелеологами, зокрема Фернандом Петцлем. З 1953 до 1963 року вважалася найглибшою печерою у світі (в 1956 році була досягнута глибина − 1122 метра), однак в 1964 році поступилася першістю прірві П'єр-Сен-Мартен (фр. Gouffre de la Pierre-Saint-Martin). На сьогоднішній день Шахта Берже вважається 39-ю по глибині у світі й четвертою у Франції.
Повернення від дна печери на поверхню може зайняти від 15 до 30 годин без довгих перерв. В 1967 році Кен Перс, учитель металургії з Великої Британії, спустився з командою й, враховуючи занурення на 40 метрів, досяг глибини − 1133 метра. Вони вийшли на поверхню, провівши під землею 13 днів, установивши тоді новий світовий рекорд.
У 1968 році двоє інших спелеологів досяглися глибини − 1141 метр. Цей рекорд був побито в липні 1982 року, коли Патрик Пенез опустився на 1191 метр й на 1271 метр 1990 році. З того часу забудова досягла 45 кілометрів у 2023 році, а мережа налічує 11 входів.